# マジシャンGO
マジシャンGO（マジシャン ごー）は、中華人民共和国出身で、日本で活動するマジシャン。「マジシャン呉（GO）」名義もある。身長188cm。

## 概要
1993年（平成5年）、中華人民共和国北京市に生まれる。
2012年（平成24年）、日本の拓殖大学工学部に入学するため来日。池袋のマジックバーで働き始め、2016年に卒業後もアルバイトをしながらマジックを続ける。2020年（令和2年）、日本テレビ『月曜から夜ふかし』で街頭インタビューされて以降番組に出演し、マツコ・デラックスや村上信五の前でマジックを披露。これをきっかけに、3年連続で新春特番にてマジックコーナーを作られた。クロースアップマジックを得意とする。
2023年（令和5年）10月13日、主婦と生活社から著書『マジシャンGOのウケる!「運命マジック」タネあかします（その辺にあるものでダイジョブです）』を出版。